# Sinapidendron frutescens
Sinapidendron frutescens är en korsblommig växtart som först beskrevs av Daniel Carl Solander, och fick sitt nu gällande namn av Richard Thomas. Lowe. Sinapidendron frutescens ingår i släktet Sinapidendron och familjen korsblommiga växter. IUCN kategoriserar arten globalt som starkt hotad.

## Underarter
Arten delas in i följande underarter:
- S. f. frutescens
- S. f. succulentum